# Hippeastrum viridiflorum
Hippeastrum viridiflorum là một loài thực vật có hoa trong họ Amaryllidaceae. Loài này được Rusby mô tả khoa học đầu tiên năm 1910.